# Ken-On
Le groupe Ken-On (研音グループ, Ken'on Gurūpu) est un conglomérat japonais d'entreprises du secteur du divertissement créé en octobre 1979 à Roppongi.

## Filiales
- Ken-On Incorporated
- Ken Kikaku Incorporated
- MC Cabin Music Publishing
- RAD Japan
- Taisuke Management
- Pin-ups Artists

## Activités

### Agent artistique
Ken-On s'occupe de nombreux artistes en tant qu'agent artistique.

#### Femmes
- Yūki Amami
- Yui Ichikawa
- Misaki Ito
- Nana Eikura
- Makiko Esumi
- Nana Katase
- Rosa Kato
- Miho Kanno
- Tomoka Kurokawa
- Naomi Zaizen
- Mirai Shida
- Mayuko Takata
- Riko Narumi
- Sachie Hara
- Tomoko Yamaguchi
- Ryō
- Haruna Kawaguchi
- Nanami Hinata
- Hatsune Okumura
- Bonnie Pink

#### Hommes
- Toshiaki Karasawa
- Takashi Sorimachi
- Yutaka Takenouchi
- Ikki Sawamura
- Mokomichi Hayami
- Shota Matsuda
- Jingi Irie
- Kensei Mikami
- Ryō Ryusei
- Tomohiro Ichikawa
- Tortoise Matsumoto
- Ken Hirai (Pin-ups talent)

#### Groupes
- Kobukuro
- Superfly
- Ulfuls